# Giurtelecu Șimleului
Giurtelecu Șimleului (węg. Somlyógyőrtelek, niem. Wüst Görgen) – miejscowość w północno-zachodniej Rumunii, w okręgu Sălaj (Siedmiogród).

## Demografia
| Rok  | Mieszkańcy |
| ---- | ---------- |
| 2002 | 1,055      |
| 1992 | 1,149      |
| 1920 | 1,395      |
| 1910 | 1,322      |
| 1900 | 1,216      |
| 1890 | 1,059      |
| 1880 | 996        |
| 1869 | 1,190      |
| 1847 | 684        |
| 1750 | 231        |
| 1720 | 90         |
| 1715 | 72         |

## Historia
- 1259 – pierwsza wzmianka o mieście;
- 1688 – Giurtelecu Șimleului zostaje przyłączone do terytorium Monarchii Habsburgów;
- 1715 – pierwszy urzędowy spis;
- 1867 – Giurtelecu Șimleului powróciło do Królestwa Węgier w ramach nowo utworzonych Austro-Węgier;
- 1876 – Giurtelecu Șimleului stało się częścią nowo utworzonego hrabstwa Szilágy (rumuński: Sălaj);
- 1919 – Giurtelecu Șimleului stało się częścią Rumunii;
- 1920 – według spisu Giurtelecu Șimleului liczy 1395 mieszkańców;
- 1940 do 1944 – Giurtelecu Șimleului zostało ponownie częścią Węgier w czasie II wojny światowej;
- 1944, maj – masowe deportacje Żydów z Giurtelecu Șimleului do niemieckich obozów zagłady w okupowanej Polsce;
- 1950 – Giurtelecu Șimleului stało się częścią Șimleu Rayon, w regionie Bihor, ustawionym w sowieckim stylu, w 1952 region Bihor zmienił swoją nazwę na Oradea, a w 1960 roku na Crișana;
- 1968 – miasto przyłączone do ponownie ustanowionego okręgu Sălaj;
- 1998-1999 – systematyczne wykopaliska archeologiczne na Giurtelecu Șimleului;
- 2006 – publiczne szkoły Giurtelecu Șimleului otrzymały od rumuńskiego rządu dotacje w wysokości 30 000 euro (100 000 RON) na odbudowę infrastruktury.